# Pablo González Velázquez
Pablo González Velázquez (Andújar, 1664 – 1727) è stato uno scultore spagnolo.

## Biografia
Pablo González Velázquez fu il capostipite di una famiglia di artisti spagnoli, di pittori, architetti e decoratori spagnoli del XVIII secolo e del XIX secolo.
Pablo, originario di Ardujar, in Andalusia, lavorò soprattutto a Madrid, dove fu scultore di camera del re Luigi I, insegnò all'Accademia di San Fernando a Madrid, dove ebbe come allievi i suoi tre figli, tutti e tre pittori: Luis González Velázquez (1715-1764), Alejandro González Velázquez (1719-1772), Antonio González Velázquez (1729-1793). Tra i suoi nipoti ricordiamo l'architetto José Antonio González Velázquez, che lavorò soprattutto in Messico.
Tra le sue opere principali, in stile barocco, si ricordano la statua di San Luigi eseguita per la facciata originale della sua chiesa (1716), spostata ai piedi della chiesa del Carmen dopo la demolizione del vecchio edificio, le sculture della pala d'altare maggiore della chiesa di Las Calatravas, le sculture a grandezza naturale di San Joaquín e Santa Ana della vecchia scuola irlandese di Humilladero, le sculture di San Zacarías e Santa Isabel conservate nella chiesa dell'Ospedale del Venerabile Terz'Ordine di Madrid.

## Opere
- Statua di San Luigi eseguita per la facciata originale della sua chiesa (1716), spostata ai piedi della chiesa del Carmen;
- Sculture della pala d'altare maggiore della chiesa di Las Calatravas;
- Sculture a grandezza naturale di San Joaquín e Santa Ana della vecchia scuola irlandese di Humilladero;
- Sculture di San Zacarías e Santa Isabel conservate nella chiesa dell'Ospedale del Venerabile Terz'Ordine di Madrid.